# Nicholas Civella
Nicholas Civella, nato Giuseppe Nicoli Civella (Kansas City, 19 marzo 1912 – Kansas City, 12 marzo 1983) è stato un mafioso statunitense e boss della famiglia di Kansas City.

## Biografia
Nicholas Civella nacque a Kansas City da una famiglia di immigrati italiani. Era il fratello minore del mafioso Carl "Cork" Civella e lo zio di un altro noto esponente della malavita, Anthony Civella. Nel 1934, sposò Katherine, con la quale rimase insieme per quasi cinquant’anni. La coppia non ebbe figli.
All’inizio degli anni ’40, Civella si interessò all'attività politica, diventando attivista del Partito Democratico e sindacalista. Fu in quel periodo che strinse rapporti con Charles Binaggio, il potente boss mafioso della città.

## Carriera criminale
La sua carriera criminale ebbe inizio fin da giovanissimo, nel quartiere italiano del North End di Kansas City. Fu arrestato per la prima volta all'età di 10 anni, evento che lo spinse ad abbandonare la scuola. Prima di compiere vent'anni, Civella era già stato arrestato per furto d’auto, gioco d’azzardo illegale, rapina e vagabondaggio. Nel 1932 trascorse due mesi in carcere per contrabbando di alcolici durante il Proibizionismo.
Negli anni ’50, Nicholas Civella era ormai una figura dominante nel panorama criminale di Kansas City. Nel 1950 venne identificato come membro della criminalità organizzata durante le audizioni della Commissione Kefauver del Senato degli Stati Uniti, incaricata di indagare sulla diffusione del crimine organizzato nel paese. Sebbene Kansas City fosse considerata un satellite dell’influente organizzazione mafiosa di Chicago, nota come Chicago Outfit, Civella partecipò alla famigerata riunione di Apalachin del 1957, dove si radunarono numerosi boss mafiosi provenienti da tutto il paese.
Il suo coinvolgimento nella malavita portò la Commissione per il Gioco d’Azzardo del Nevada a inserirlo tra i primi nomi del Black Book, ovvero una lista nera che vietava ai soggetti elencati l’accesso a tutti i casinò dello Stato.
Grazie alla sua stretta amicizia con Roy Lee Williams, presidente del sindacato dei Teamsters, Civella assunse un ruolo chiave nel controllo del Central States Pension Fund, il fondo pensione del sindacato. Inoltre, contribuì attivamente allo skimming (scrematura), ovvero alla sottrazione sistematica di profitti illeciti dai casinò di Las Vegas.

## Arresti e condanne
Nel 1959, Nicholas Civella fu convocato a testimoniare davanti al gran giurì e, in seguito, condannato per evasione fiscale. In due procedimenti distinti per evasione fiscale nello stato del Missouri, fu multato di 150 dollari in un caso, mentre l’altro venne archiviato. In quegli anni, Civella approfittò dell’occasione per stringere e rafforzare rapporti con diverse famiglie mafiose italiane, in particolare quelle di St. Louis, Denver, Milwaukee e della California.
Nel 1966 fu nuovamente chiamato a comparire davanti al gran giurì nella contea di Clay, Missouri. Quando, al termine dell’udienza, i giornalisti gli chiesero perché avesse aspettato 15 minuti prima di parlare, Civella rispose ironicamente di essersi fermato in bagno per "disegnare immagini oscene sui muri". Le forze dell’ordine non presero bene la battuta, né tantomeno la sua abilità nell'evitare le condanne. Da quel momento, Civella fu posto sotto stretta sorveglianza per il resto della sua vita.
Nel 1977 fu condannato per scommesse illegali e incarcerato. L’elemento decisivo per la condanna fu una telefonata intercettata durante il Super Bowl IV. Sebbene i Kansas City Chiefs, la squadra locale, fossero sfavoriti di 12 punti contro i Minnesota Vikings, la maggior parte delle scommesse virarono proprio sui Chiefs. Quando Civella telefonò al suo allibratore per sapere quanto avessero perso — quasi 40.000 dollari — quella chiamata registrata fu usata dalle autorità per arrestarlo.
Nel 1980, Civella fu nuovamente condannato, questa volta per aver tentato di corrompere un funzionario carcerario al fine di ottenere il trasferimento del nipote Anthony in una prigione a bassa sicurezza in Texas.

## Morte
Nel febbraio 1983, Nicholas Civella fu rilasciato anticipatamente dal carcere a causa delle sue precarie condizioni di salute. Morì a Kansas City il 12 marzo 1983 per un cancro ai polmoni. A seguito della sua morte, il fratello maggiore Carl "Cork" Civella è stato nominato boss della famiglia.

## Scoperte postume
Nel 2011, il dipartimento di polizia di Kansas City ha reso pubblico un documento di circa 900 pagine in cui il nome di Nicholas Civella appariva come mandante dell'omicidio del leader per i diritti civili e politico Leon Jordan.